# Józef Groth
Józef Groth (ur. 7 czerwca 1903 w Kościerzynie, zm. 19 maja 1942 w Dachau) – polski działacz oświatowy i harcerski, nauczyciel w szkołach polskich w Niemczech.

## Życiorys
Pochodził z rodziny kaszubskiej, był synem Roberta i Marianny. W 1924 ukończył Seminarium Nauczycielskie w Kościerzynie, a w 1931 zdał w Poznaniu drugi egzamin pedagogiczny i uzyskał kwalifikacje zawodowe. W latach 1929–1936 był nauczycielem w polskich szkołach w Niemczech, m.in. w Drożyskach Wielkich, Małych Podmoklach, a w latach 1936–1939 pracował na Warmii w katolickiej szkole polskiej w Nowej Kaletce k. Butryn. Działacz Związku Harcerstwa Polskiego w Niemczech. W styczniu 1939 ożenił się z przedszkolanką Otylią Teszner. 25 sierpnia 1939 został aresztowany przez Niemców. Był więźniem niemieckich obozów koncentracyjnych Hohenbruch, Sachsenhausen i Dachau, w którym zmarł 19 maja 1942.
Uchwałą Prezydium Krajowej Rady Narodowej z dnia 29 maja 1946 „za wybitne zasługi w pracy narodowej, społecznej i kulturalno-oświatowej na Warmii i Mazurach” został pośmiertnie odznaczony Orderem Krzyża Grunwaldu III klasy.

## Upamiętnienie
Jest patronem Szkoły Podstawowej w Nowej Kaletce oraz ulicy w Olsztynie.